# Gopamau
Gopamau là một thị xã và là một nagar panchayat của quận Hardoi thuộc bang Uttar Pradesh, Ấn Độ.

## Địa lý
Gopamau có vị trí 27°33′B 80°17′Đ / 27,55°B 80,28°Đ Nó có độ cao trung bình là 143 mét (469 feet).

## Nhân khẩu
Theo điều tra dân số năm 2001 của Ấn Độ, Gopamau có dân số 12.604 người. Phái nam chiếm 54% tổng số dân và phái nữ chiếm 46%. Gopamau có tỷ lệ 37% biết đọc biết viết, thấp hơn tỷ lệ trung bình toàn quốc là 59,5%: tỷ lệ cho phái nam là 44%, và tỷ lệ cho phái nữ là 30%. Tại Gopamau, 19% dân số nhỏ hơn 6 tuổi.